# Caccobius hirsutus
Caccobius hirsutus är en skalbaggsart som beskrevs av Frey 1958. Caccobius hirsutus ingår i släktet Caccobius och familjen bladhorningar. Inga underarter finns listade.